# The New Look (Fernsehserie)
The New Look ist eine Dramaserie von Todd A. Kessler über den Modeschöpfer Christian Dior. Der Name der Serie bezieht sich auf die gleichnamige Bezeichnung für die von Dior geprägte Damenmode der 1950er. 
Die 10 Folgen umfassende erste Staffel der Biografie wurde im Jahr 2024 über Apple TV+ veröffentlicht.

## Handlung
Die Serie erzählt während und nach dem Zweiten Weltkrieg die unterschiedlichen Wege der Pariser Modeschöpfer Coco Chanel, die als Kollaborateurin nicht zurückkehren darf, und Christian Dior, der sein eigenes Modehaus erhält, sowie dessen Schwester Catherine Dior, die in einem Konzentrationslager festgehalten wurde.

## Episodenliste
| Nr. | Deutscher Titel              | Originaltitel                  | Erstveröffentlichung USA | Deutschsprachige Erstveröffentlichung (D) | Regie           | Drehbuch                                       |
| --- | ---------------------------- | ------------------------------ | ------------------------ | ----------------------------------------- | --------------- | ---------------------------------------------- |
| 1 | Die dunkelste Zeit           | Just You Wait and See          | 14. Feb. 2024            | 14. Feb. 2024                             | Todd A. Kessler | Todd A. Kessler                                |
| 1955 kehrt Coco Chanel nach Paris zurück, um ihr Modehaus wiederzueröffnen und den Modethron von Christian Dior zurückzuerobern. In der Sorbonne findet vor Studenten eine Retrospektive auf seine besten Stücke der letzten acht Jahre statt. Dior wird von einer Studentin darüber befragt, dass er während der Besetzung Kleider für Nazis gemacht habe, und antwortet, was zu der Zeit als Antrieb geblieben war, war der Wille zu überleben. 1943 arbeitet Dior mit Pierre Balmain für Lucien Lelongs Modehaus, das beauftragt wurde, Ballkleider anzufertigen. Während Cristobal Balenciaga sich weigert, für Nazis zu arbeiten, schützt Dior sich damit, dass Lelong ihnen nicht sagt, für wen die Kleider sein sollen. Er weigert sich aber, eine Kundin, die ihn verlangt, persönlich zu treffen. Seine Schwester Catherine, verliebt in den Anführer Hervé, arbeitet für den Widerstand und nutzt Christians Apartment zur Unterbringung von Versteckten. Chanels Modehaus ist geschlossen und sie kann nicht auf ihr Konto zugreifen, weil ihre jüdischen Partner geflohen sind. Baron Vaufreland hilft, dass ihr Neffe André Palasse freigelassen wird. Ihr deutscher Kontakt Hans Günther von Dincklage, genannt Spatz, verschafft ihr jeweils ein Treffen mit Heinrich Himmler und auf dem Ball mit Walter Schellenberg, die ihr zu helfen anbieten. Während Catherine erfährt, dass eine Razzia durch Nazis auf versteckte Studenten bevorsteht, muss Christian auf den Ball, ein Kleid zu reparieren. Die Trägerin aber ist in Wahrheit heimlich für den Widerstand und warnt ihn, dass Catherine in Gefahr ist.           |                              |                                |                          |                                           |                 |                                                |
| 2 | Operation Modellhut          | The Hour                       | 14. Feb. 2024            | 14. Feb. 2024                             | Todd A. Kessler | Todd A. Kessler                                |
| Als „Operation Modellhut“ soll Coco für Schellenberg in Madrid an Winston Churchill, den sie seit den 1920ern kennt, einen Brief übergeben, der ein Angebot zum Frieden zwischen Deutschland und England enthalte. Weil Churchill sie seit Jahren nicht mehr gesprochen hat, schlägt sie als Mittlerin Elsa Lombardi vor, die darauf aus Rom nach Paris überführt wird. Unter dem Vorwand, Elsa eine Boutique zu eröffnen, fahren sie mit dem Zug nach Madrid. Dort hält Elsa Coco vor, dass ihr Geliebter ein Nazi sei. Durch Botschafter Samuel Hoare erfährt Coco, dass Churchill gar nicht in Madrid sei. Elsa hat Hoare bereits erzählt, dass Coco mit Nazis kollaboriere, sodass er ihre sofortige Rückkehr nach Paris veranlasst. Catherine wird von der Gestapo gefangengehalten und gefoltert. Christian versucht, mit seinen Kontakten aus der Modewelt und dem Widerstand verzweifelt, sie zu retten. Weil sie mit dem Zug deportiert werden soll, beginnt der Widerstand, Gleise zu sprengen, während der schwedische Konsul Raoul Nordling einen Deal aushandelt, wenn Christian vor dem Zug am Bahnhof ankommt, soll Catherine in schwedische Hände übergeben werden. Als Christian am Bahnhof ist, fährt der Zug mit Catherine gerade ein und ohne anzuhalten an ihm vorbei. |                              |                                |                          |                                           |                 |                                                |
| 3 | Der Verrat                   | Nothing but Blue Skies         | 14. Feb. 2024            | 14. Feb. 2024                             | Helen Shaver    | Dani Vetere, Todd A. Kessler & Jason Rabe      |
| In Paris bereiten die Nazis ihren Abzug vor, weil das Einrücken der Alliierten kurz bevorsteht; Spatz taucht unter. Pierre Reverdy will Coco helfen, dass sie nicht auf der Schwarzen Liste des Widerstands landet, wofür sie ihm einen wertvollen Namen liefern soll. Schellenberg macht ihr das Angebot, mit ihm nach Berlin zu gehen, und sagt ihr, als sie ablehnt, dass die Liebe von Spatz nicht echt war. So gibt sie, nachdem Spatz ihr sein Versteck gezeigt hat, dieses an den Widerstand weiter, doch als die Männer dort ankommen, ist er bereits geflohen. Darauf will Baron Vaufreland mit ihr fliehen und wartet vor dem Hotel. Nun liefert sie aber den Baron an den Widerstand aus. Um an Informationen zu gelangen, wo Catherine ist, schlägt Hervé vor, einen Nazi zu bestechen. Christian sucht die Kundin vom Ball auf und bittet ihren Mann Franz Schmitt zu helfen. Zur Bezahlung spielt er Seide von Lelong. Beim Treffen berichtet Schmitt, Catherine sei von seinem Kontakt im KZ Ravensbrück erfasst worden. Hervé meint, dies bedeute, dass sie tot sei, und erschießt Schmitt daher. Balenciaga hat die Idee, Cocos Kontakte zu Nazis zu nutzen, aber als Christian sie bittet, mit Vaufreland zu sprechen, ist der gerade bereits gefasst worden. Beim Einzug der Alliierten zeigt Coco sich demonstrativ glücklich über diese. |                              |                                |                          |                                           |                 |                                                |
| 4 | Die Glocken der Befreiung    | What a Difference              | 21. Feb. 2024            | 21. Feb. 2024                             | Helen Shaver    | Ning Zhou, Todd A. Kessler & Jason Rabe        |
| Auf Cocos Feier zur Befreiung erscheint die Schauspielerin Arletty. Weil sie eine Liebesbeziehung mit einem deutschen Offizier hatte, wird ihr „horizontale Kollaboration“ vorgeworfen. Coco wird vom FFI befragt, aber durch einen Anruf Churchills freigelassen. Als Alternativplan des MI6, sie überführen zu können, stellt Andrés Freund Oscar Davies ihr den Journalisten Malcolm Muggeridge vor, dem sie schließlich für ein Interview zusagt. Nachdem Arletty öffentlich gequält wurde, beklagt Coco im Interview, dass nur den Frauen als Kollaborateurinnen Dinge angetan werden. Aus Gewissensbissen warnt Oscar André, der rechtzeitig dazwischengehen kann, bevor Coco den Namen von Spatz fallen lässt. Nach Cocos und Andrés Flucht aus Paris erschießt Oscar sich, während seine Wohnung gestürmt wird. Lelong präsentiert den Modeschöpfern seine Idee, dass sie für eine Ausstellung Kleider an Drahtpuppen präsentieren sollen. Balmain ist dagegen und verlässt das Modehaus, Christian ist aber vom Verlust Catherines zu betäubt, um mitzugehen, sodass ihm nun die Verantwortung für alle Designs von Lelong obliegt. Nachdem er seinem Vater vom Schicksal Catherines erzählt hat, will auch er Paris verlassen. Zuvor geht er zu seiner Wahrsagerin, die sagt, Catherine werde zurückkehren, wenn er wieder kreiert, sodass er bei der Ausstellung bleibt. Das Théâtre de la Mode wird im März 1945 im Louvre eröffnet; die zwei meistgefeierten Kleider stammen von Christian Dior. |                              |                                |                          |                                           |                 |                                                |
| 5 | Zwischen Hoffnung und Bangen | Give Your Heart and Soul to Me | 28. Feb. 2024            | 28. Feb. 2024                             | Julia Ducournau | Ashlin Halfnight, Todd A. Kessler & Jason Rabe |
| Nachdem George Vigouroux von Marcel Boussac befördert wurde, könnte Christian seine Stelle bei Philippe et Gaston übernehmen oder soll ihm andere Designer empfehlen. Bei Lelong soll er Pierre Cardin einstellen. Er selbst zögert, einen Vertrag zu unterschreiben, um bereit zu sein, wenn Catherine zurückkehre. Von seinem Vater erhält er den Anruf, sie sei gefunden worden. Doch bei der Ankunft eines Zuges Heimkehrer ist sie nicht dabei. Nun im Glauben, er müsse akzeptieren, dass sie nicht zurückkehren wird, trifft er sich mit Boussac, dem reichsten Mann Frankreichs, der ihm ein eigenes Modehaus finanzieren soll. Als er von dort nach Hause kommt, ist Catherine da. Coco lebt mit André, der an Tuberkulose leidet, in der Schweiz und will ihm ein Haus zur Genesung kaufen. Ihr stehen aber keine Vermögensmittel aus Frankreich zur Verfügung, sodass sie nicht einmal ihren Fahrer bezahlen kann. Ein Arzt will André nur in Frankreich behandeln, der daher Coco verlassen muss. Sie entdeckt, dass ihr ehemaliger Geschäftspartner Pierre Wertheimer aus Amerika ihr Parfüm Chanel No 5 vertreibt, worauf ihr Anwalt René de Chambrun Wertheimer verklagen soll. Auf einer Fahrt, Flakons nach Frankreich zu bringen, gerät sie in einen durch ihren Fahrer inszenierten Hinterhalt und strandet. |                              |                                |                          |                                           |                 |                                                |
| 6 | Das eigene Modehaus          | If You Believed in Me          | 6. März 2024             | 6. März 2024                              | Julia Ducournau | Todd A. Kessler & Jason Rabe                   |
| Cocos Anwalt hat noch keine Antwort der Wertheimers erhalten, sodass sie ihn drängt, sie anzurufen. Im Schweizer Hotel wird Coco von Elsa Lombardi besucht, die das ihr in Madrid versprochene Geld haben will. Elsa erhält eine Einladung zu einer Privatparty im Hotel von Pierre Wertheimer, zu der Coco ohne Einladung nicht zugelassen wird. Wertheimer kommt aber an ihren Tisch. Er droht, wenn sie klagen werde, würden sie ihre Nazi-Kollaborationen ans Licht bringen, und es kommt zum Streit. In der Nacht aber kommt er noch einmal auf ihr Zimmer. Catherine ist traumatisiert und erkennt nicht immer, wo sie nun ist. Um sich um sie zu kümmern, zögert Christian gegenüber Vigouroux und Bessac, versichert ihnen aber auch seine Dankbarkeit. Hervé kommt, Catherine zu sehen, und Christian bringt die Wahrsagerin zu ihr. Schließlich kommt einer der Studenten, der ihr zeigt, dass er überlebt hat, weil seine Freunde und auch Catherine ihn nicht verraten haben, was ihr hilft, sich zu erinnern. Sie hat die Folter dank der Vorstellung, Christian sei bei ihr, überstanden. Dadurch ist Christian nun bereit, den nächsten Schritt mit Vigouroux zu wagen. |                              |                                |                          |                                           |                 |                                                |
| 7 | Allen Widrigkeiten zum Trotz | It All Came True               | 13. März 2024            | 13. März 2024                             | Helen Shaver    | Todd A. Kessler & Jason Rabe                   |
| Coco will Parfümproben, die sie in den 20ern ursprünglich erstellt hatte, um mit Nr. 5 zu konkurrieren, auf den Markt bringen und müsste dafür nach Paris. Dort droht Kollaborateuren gerade die Hinrichtung. Mit der Geschichte, dass sie André besuchen wollen, kann Elsa Pierre Wertheimer überzeugen, die beiden sicher dorthin zu bringen. In Paris streiten er und sein Bruder Paul sich über Coco, deren Ankunft gesehen wurde. Als Pierre sie wieder abholen will, sagt er, dass Paul sie möglicherweise verraten habe. Da sie ihre Proben geholt hat, verkündet Coco nun Pierre offen, dass sie Krieg will. Christian kündigt endlich bei Lelong, der aber glaubt, dass Boussac nicht zu ihm passt. Dieser präsentiert ihm ein gewaltiges Gebäude als Palast für sein Modehaus. Christian findet es allerdings zu groß für seine Vision, dringt damit aber nicht zu Boussac. Nachdem Christian sich bei Lelongs Assistentin Madam Zehnacker darüber beklagt, kann sie Boussac umstimmen und Christian bekommt das Haus, das ihm vorgeschwebt hat, und Madam Zehnacker als Assistentin. Derweil betätigt Catherine sich im Heimkehrerzentrum, um mit Informationen über Deportierte von Ravensbrück zu helfen, aber sie hat diejenigen, die von Angehörigen gesucht werden, dort nicht gesehen. Nachdem sie so einen Freund ihres Vaters namens Friedman abweisen muss, fährt sie zur Erholung zu ihrem Vater. |                              |                                |                          |                                           |                 |                                                |
| 8 | Schatten der Vergangenheit   | I Love You Most of All         | 20. März 2024            | 20. März 2024                             | Helen Shaver    | Amanda Coe                                     |
| Carmel Snow, Chefredakteurin des New Yorker Harper’s Bazaar will die neue Mode der Nachkriegszeit finden. Sie trifft in der Schweiz Coco, die sie zu überzeugen versucht, nach Paris zurückzukehren, und in Paris Balmain und Balenciaga, dem sie vorschlägt, ihn in Amerika bekannt zu machen. Christian meint, er könne sie noch nicht sehen, weil noch das definierende Stück seiner Kollektion fehlt, und braucht Mannequins, lehnt aber ab, welche der anderen Designer abzuwerben, worauf bei ihm Prostituierte auf eine Stelle hoffen. Als sein Vater anruft, er wünsche, dass seine Söhne ihn besuchen, fährt Christian zu seinem Bruder Bernard, der Insasse einer Pflegeanstalt ist. Währenddessen lädt Zehnacker Snow ein, seine Skizzen zu sehen. Coco erhält Besuch vom Spatz, nun unter dem Alias Peter Lang, der eine Kontaktperson aus Schellenbergs Büro trifft, um zu erfahren, ob es noch Spuren zu Operation Modellhut gibt. Währenddessen wird Elsa auf der Suche nach Drogen verhaftet. Snow kann nicht über Coco schreiben, da die Gerüchte über sie ein zu großes Hindernis seien, bietet aber an, ihre Düfte in Paris zu verteilen. Gerade als Catherine ihrem Vater die Geschichte von Friedmans Tochter erzählen will, verstirbt er. In Trauer zerreißt Christian alle Skizzen, aber durch seinen Bruder ist er inspiriert zu dem definierenden Stück: dem Bar Suit. |                              |                                |                          |                                           |                 |                                                |
| 9 | Die Geburt der Erinnerung    | Will You Return                | 27. März 2024            | 27. März 2024                             | Jeremy Podeswa  | Jason Rabe                                     |
| 1905 werden die jungen Coco und Elsa Zimmergenossinnen. Coco träumt davon, Mode in Paris zu machen, und verspricht, Elsa mitzunehmen. In der Gegenwart holt Coco Elsa aus dem Gefängnis und will sie zurück nach England zu einer Schwester schicken. Nachdem André bei einem Dinner Spatz misstrauisch ausfragt, rät Elsa Coco, ihm die Wahrheit über Spatz und ihre Zusammenarbeit zu sagen. Während Coco sich mit ihren Anwälten trifft, um eine Verhandlung mit den Wertheimers vorzubereiten, muss Elsa am Telefon feststellen, dass ihre Schwester sie nicht bei sich haben will, und Spatz redet ihr ein, mehr Morphin zu nehmen. Bei ihrer Rückkehr findet Coco Elsa an einer Überdosis verstorben. Christian stellt Pierre Cardin als Haupt-Schneider ein, aber braucht 30 weitere Näherinnen, um rechtzeitig mit der Kollektion fertig zu werden, die er aber nicht seinen Kollegen abwerben will. Die Beerdigung seines Vaters findet in Callian statt, wo alle Geschwister zusammenkommen. Bei einem Essen macht der Älteste, Raymond Dior, Christians Traum schlecht und befürchtet, er werde scheitern. Durch Christians Ermutigung erzählt Catherine Friedman endlich vom Tod seiner Tochter. Zurück in seinem Modehaus beschließt Christian endlich, Madam Zehnacker solle Näherinnen abwerben und alles tun, damit sie nicht scheitern. |                              |                                |                          |                                           |                 |                                                |
| 10 | Nur wer sein Ziel kennt …    | What a Day This Has Been       | 3. Apr. 2024             | 3. Apr. 2024                              | Jeremy Podeswa  | Todd A. Kessler, Jason Rabe & David Rabe       |
| Nach Elsas Beerdigung drängt Spatz weiter auf sein Geld und droht, ansonsten André die Wahrheit zu erzählen. Bei den Verhandlungen mit den Wertheimers besteht Coco darauf, nicht persönlich mit ihnen zu sprechen. Sie fordert wieder 10 % Gewinnbeteiligung wie vor dem Krieg, die Wertheimers wiederum eine Entschuldigung für Cocos Anwendung der Nazigesetze zu ihrem Schaden. Nach einem persönlichen Gespräch mit Pierre Wertheimer erhält Coco alles Geforderte. André hofft, dass sie nun nach Paris fahren können, um Baron Vaufreland zu unterstützen, der wegen Kollaboration vor Gericht kommt, doch Spatz greift André an und zwingt Coco, ihm ihre Kollaboration zu gestehen. André macht darüber einen Bericht bei der französischen Polizei, worauf Coco aus dem Schweizer Hotel festgenommen wird. Über die Abwerbung von Näherinnen haben Balmain und Jean Patou, dessen eigene Kollektion dadurch gefährdet ist, eine Beschwerde bei der Modegewerkschaft eingereicht, worauf die Näherinnen nicht weiterarbeiten dürfen, bis der Vorsitzende Lelong eine Entscheidung getroffen hat. Catherine wird mit dem Croix de guerre geehrt und verlässt Paris wieder zum Garten ihres Vaters. Christian will zeitgleich mit der Kollektion einen neuen Duft, inspiriert von Catherine, einführen und gibt ihr eine erste Probe mit. Lelong entscheidet schließlich, Christian nicht zu sanktionieren, und mit den Näherinnen und Models schafft er es, die Kollektion rechtzeitig fertigzustellen. Catherine, Christians Freunde Balmain und Balenciaga, und Carmel Snow kommen zur Präsentation, die ein voller Erfolg wird. |                              |                                |                          |                                           |                 |                                                |

## Besetzung und Synchronisation
Die deutschsprachige Synchronisation entstand nach Dialogbüchern von Christine Roche und Eva Maria Peters, und unter der Dialogregie von Victoria Sturm und Gundi Eberhard durch die FFS Film- & Fernseh-Synchron GmbH in Berlin.
| Rolle                      | Darsteller                 | Synchronsprecher           | Ep. (HR)                   | Ep. (NR)                   |
| Hauptrolle (nach Vorspann) | Hauptrolle (nach Vorspann) | Hauptrolle (nach Vorspann) | Hauptrolle (nach Vorspann) | Hauptrolle (nach Vorspann) |
| -------------------------- | -------------------------- | -------------------------- | -------------------------- | -------------------------- |
| Christian Dior             | Ben Mendelsohn             | Oliver Siebeck             | 1–10                       |                            |
| Christian Dior             | Yahli Cohen (12 Jahre)     |                            |                            | 1, 4                       |
| Christian Dior             | Joe Pitts (20 Jahre)       |                            |                            | 4, 10                      |
| Coco Chanel                | Juliette Binoche           | Christin Marquitan         | 1–10                       |                            |
| Coco Chanel                | Marine Arena (22 Jahre)    | Franciska Friede           |                            | 9                          |
| Catherine Dior             | Maisie Williams            | Paulina Rümmelein          | 1–3, 5–10                  |                            |
| Catherine Dior             | Alizée Caugnies (Kind)     |                            |                            | 4, 10                      |
| Lucien Lelong              | John Malkovich             | Joachim Tennstedt          | 1–5, 7, 10                 |                            |
| Hans von Dincklage/Spatz   | Claes Bang                 | Sascha Rotermund           | 1–3, 8–10                  |                            |
| Madame Zehnacker           | Zabou Breitman             | Maud Ackermann             | 1, 4–5, 7–10               |                            |
| Heinrich Himmler           | Thure Lindhardt            | Gerrit Schmidt-Foß         | 1                          |                            |
| Elsa Lombardi              | Emily Mortimer             |                            | 2, 6–10                    |                            |
| Elsa Lombardi              | Emma Canning (21 Jahre)    |                            |                            | 9                          |
| Pierre Wertheimer          | Charles Berling            | Lutz Mackensy              | 6–7, 10                    |                            |
| Carmel Snow                | Glenn Close                | Kerstin Sanders-Dornseif   | 8, 10                      |                            |
| Nebenrolle                 |                            |                            |                            |                            |
| Cristóbal Balenciaga       | Nuno Lopes                 | Florian Halm               |                            | 1–4, 8–10                  |
| Pierre Balmain             | Thomas Poitevin            | Michael Ernst              |                            | 1–2, 4–5, 8–10             |
| Walter Schellenberg        | Jannis Niewöhner           | Jannis Niewöhner           |                            | 1–3                        |
| Jacques                    | David Kammenos             | Jaron Löwenberg            |                            | 1–10                       |
| Hervé                      | Hugo Becker                | Florian Clyde              |                            | 1–4, 6–7, 10               |
| Madam Delahaye             | Darina Al Joundi           | Gundi Eberhard             |                            | 1, 4–6                     |
| André Palasse              | Joseph Olivennes           | Ozan Ünal                  |                            | 1, 3–5, 7–10               |
| Baron Vaufreland           | Christopher Buchholz       | Christopher Buchholz       |                            | 1, 3, 8                    |
| Beatrice Schmitt           | Stéphanie Crayencour       |                            |                            | 1, 3                       |
| Franz Schmitt              | Marvin Münstermann         |                            |                            | 1, 3                       |
| Madeleine Dior             | Raphaëlle Agogué           |                            |                            | 1, 4                       |
| Guillaume                  | Axel Auriant               |                            |                            | 2–3                        |
| Enid                       | Florence Coste             |                            |                            | 2                          |
| Raoul Nordling             | Alexandre Willaume         | Uwe Büschken               |                            | 2                          |
| Samuel Hoare               | Adrian Schiller            | Erich Räuker               |                            | 2                          |
| Kommandant Resnais         | Brontis Jodorowsky         |                            |                            | 2                          |
| Walter Kutschmann          | Cornelius Obonya           | Sven Brieger               |                            | 2                          |
| Pierre Reverdy             | Sagamore Stévenin          | Sven Gerhardt              |                            | 3                          |
| Maurice Dior               | Michael Carter             | Uli Krohm                  |                            | 4–5, 7–8                   |
| Oscar Davies               | Joshua James               | Jannik Endemann            |                            | 4                          |
| Trevor Hawthorne           | Daniel Betts               | Hanns Jörg Krumpholz       |                            | 4                          |
| Malcolm Muggeridge         | Rupert Young               |                            |                            | 4                          |
| Arletty                    | Joséphine de La Baume      | Sonja Spuhl                |                            | 4                          |
| Jean Cocteau               | Xavier Lafitte             |                            |                            | 4                          |
| Christian Bérard           | Franz Lang                 | Hans Hohlbein              |                            | 4, 9                       |
| Jacques Fath               | Manuel Severi              |                            |                            | 4                          |
| Gabrielle Palasse          | Alice Haldane              |                            |                            | 4–5, 7                     |
| Pierre Cardin              | Eliott Margueron           | Tim Knauer                 |                            | 5, 9–10                    |
| Marcel Boussac             | Patrick Albenque           | Michael Iwannek            |                            | 5–8                        |
| René de Chambrun           | Frédéric Anscombre         | Bernd Vollbrecht           |                            | 5–7, 9–10                  |
| George Vigouroux           | Quentin Faure              | Jan Makino                 |                            | 5–7, 9                     |
| Edith Piaf                 | Olivia Ruiz                |                            |                            | 5                          |
| Henri                      | Pierre Aussedat            | Rainer Doering             |                            | 5, 7                       |
| Jacob Friedman             | Gaëtan Wenders             | Wolfgang Wagner            |                            | 7–9                        |
| Paul Wertheimer            | Jérôme Robart              | Peter Lontzek              |                            | 7, 10                      |
| Germaine Wertheimer        | Melanie Gray               |                            |                            | 7                          |
| Bernard Dior               | Jonjo O’Neill              |                            |                            | 8–9                        |
| Marie-Therese              | Mathilde Warnier           |                            |                            | 8, 10                      |
| Fräulein Klein             | Anna Schumacher            |                            |                            | 8                          |
| Raymond Dior               | Alex Jennings              |                            |                            | 9–10                       |
| Julien Horn                | Dominic Tighe              |                            |                            | 9–10                       |
| Zoe                        | Emma Nicolas               |                            |                            | 10                         |

## Produktion
Die Dreharbeiten zur ersten Staffel begannen im Mai 2022 in Paris.

## Musik
Der Musikproduzent Jack Antonoff ist für den Soundtrack der TV-Serie verantwortlich. Dieser besteht aus Coverversionen beliebter Lieder aus dem frühen und mittleren 20. Jahrhundert. Das Soundtrack-Album der ersten Staffel, das 10 Lieder umfasst, wird am 3. April 2024 veröffentlicht. Jeweils am Ende einer Episode wird ein Lied während des Abspanns gespielt.
| Ep. | Titel                            | Sänger                 |
| --- | -------------------------------- | ---------------------- |
| 1   | White Cliffs of Dover            | Florence Welch         |
| 2   | Now Is the Hour                  | Matty Healy (The 1975) |
| 3   | Blue Skies                       | Lana Del Rey           |
| 4   | What a Difference a Day Makes    | Perfume Genius         |
| 5   | La vie en rose                   | Nick Cave              |
| 6   | It’s Only a Paper Moon           | Beabadoobee            |
| 7   | I Wished on the Moon             | Joy Oladokun           |
| 8   | You Always Hurt the One You Love | Bartees Strange        |
| 9   | I Cover the Waterfront           | Sam Dew                |
| 10  | Almost Like Being in Love        | Bleachers              |